# Akademia Wychowania Fizycznego im. Jerzego Kukuczki w Katowicach

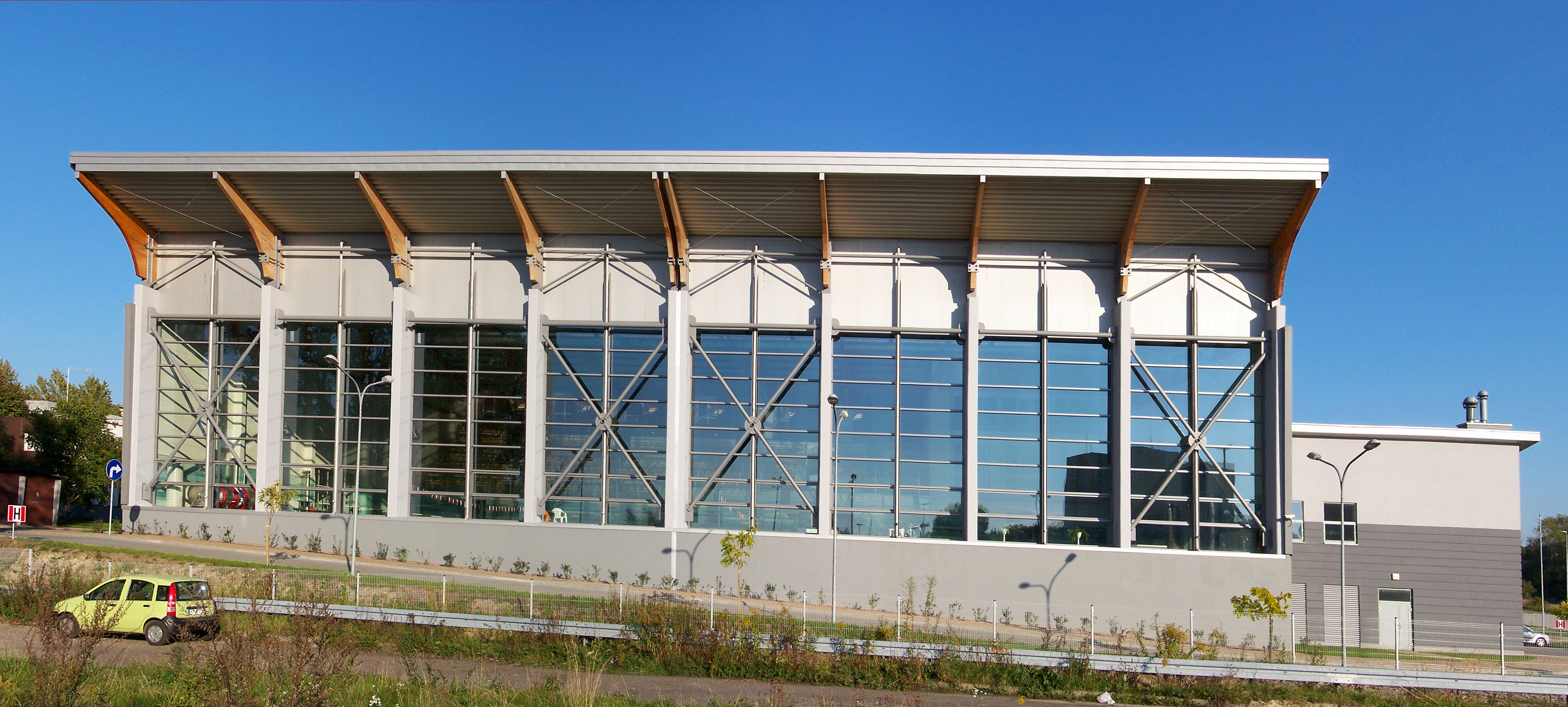
Sporthalle der Sporthochschule Katowice

Die Akademia Wychowania Fizycznego im. Jerzego Kukuczki w Katowicach (kurz AWF Katowice) ist eine öffentliche Sporthochschule in Katowice und eine von sechs Sporthochschulen dieser Art in Polen. Sie führt neben der polnischen die englische Bezeichnung: Jerzy Kukuczka University of Physical Education in Katowice und ist nach dem aus Katowice stammenden Bergsteiger Jerzy Kukuczka benannt.

## Geschichte
Die Jerzy-Kukuczka-Sporthochschule Katowice ging am 1. September 1970 aus der Pädagogischen Hochschule für Sportlehrer (poln. Studium Nauczycielskie Wychowania Fizycznego) hervor. Seit 1992 besitzt sie das Recht Doktortitel zu erteilen und seit 1999 Habilitationen durchzuführen.

## Bekannte Absolventen der Sporthochschule
- Waldemar Fornalik
- Robert Korzeniowski
- Justyna Kowalczyk
- Łukasz Kruczek
- Arkadiusz Skrzypaszek

## Studienfächer (Auswahl)
|                          |                       |               |
| Studienfach              | Dauer                 | Abschluss     |
| Sportwissenschaft        | 4 Jahre (8 Semester)  | Magister      |
| Sport- und Wehrpädagogik | 4 Jahre (8 Semester)  | Magister      |
| Physiotherapie           | 5 Jahre (10 Semester) | Magister      |
| Sportmanagement          | 3 Jahre (6 Semester)  | Staatl. Gepr. |
| Touristikmanagement      | 3 Jahre (6 Semester)  | Staatl. Gepr. |